# Exulv

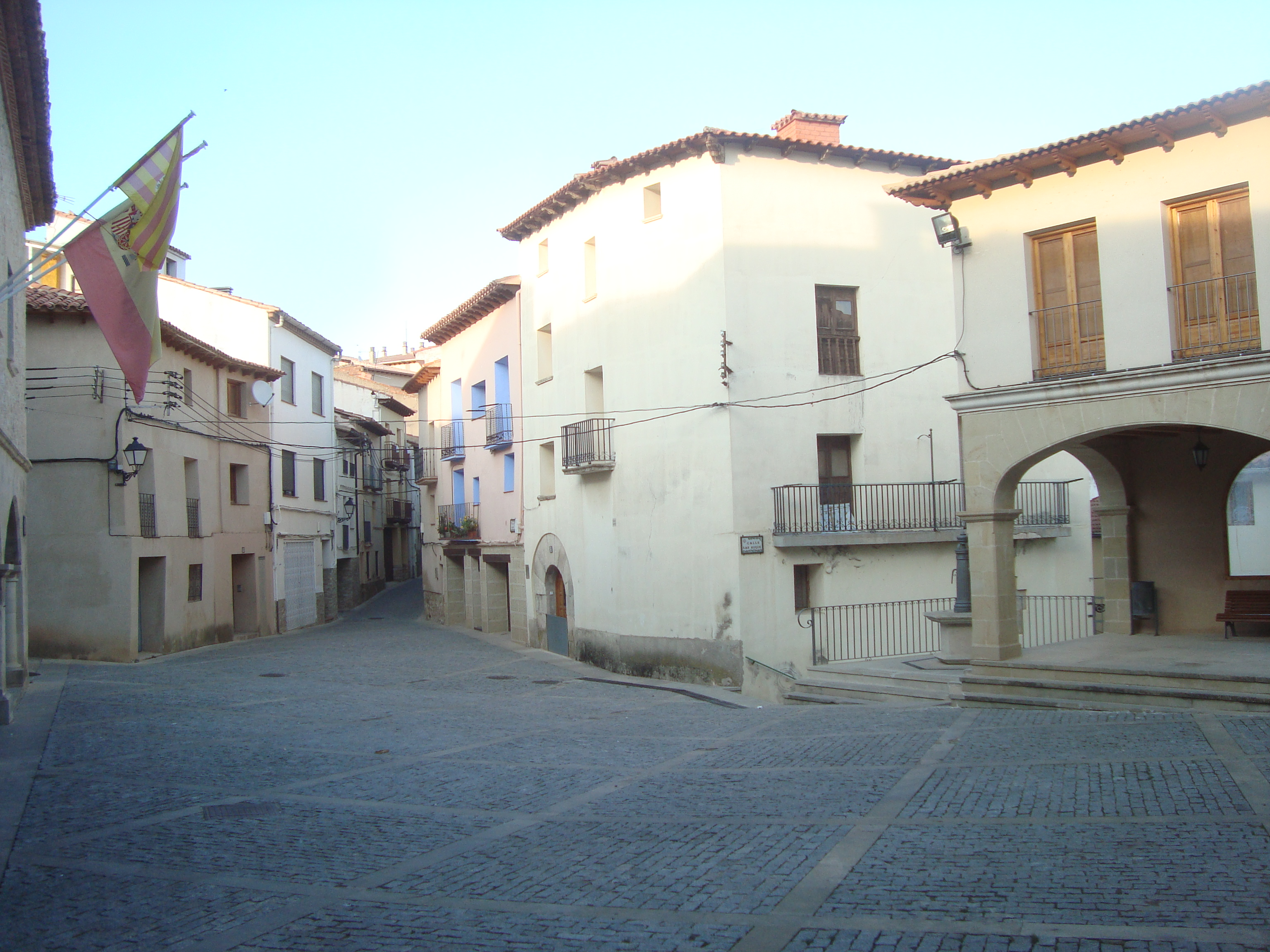
Ejulve (Teruel)

Exulv (aragonès) Ejulve (castellà) és una localitat i municipi de la comarca d'Andorra-Serra d'Arcs, a la província de Terol (Aragó).
Té una població de 219 habitants (INE 2008) i una densitat de 2 hab/km². Està situat dins del Parc Cultural del Maestrat i presenta un clima Mediterrani d'Interior o Continentalitzat, amb temperatures extremes tot l'any.
Els seus edificis més emblemàtics daten del segle xiv, destacant: L'Ajuntament, La Torre, l'església de Sta. María la Mayor, la parròquia de San Pascual, el convent Casa Felicitas, les Posades i l'Antic hospital.